# Kameoka
Kameoka (亀岡市?) è una città giapponese della prefettura di Kyōto.